# لي فوشون

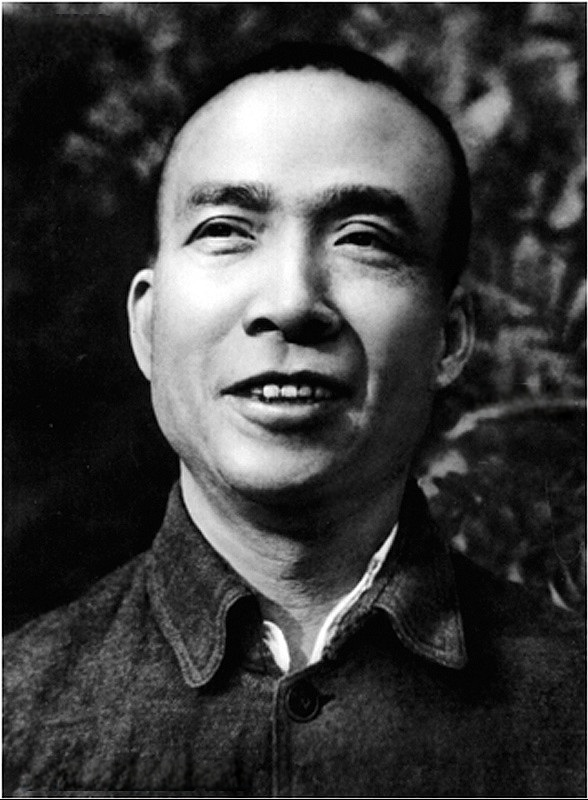
لي فوشون

لي فوشون (في اللغة الصينية: 李富春; نظام بينيين: Lǐ Fùchūn; في نظام ويد–جيلز: Li Fu-ch'un; ولادة 22 مايو 1900 - وفاة 9 يناير 1975) كان سياسيًا وثوريًا شيوعيًا صينيًا. شغل منصب نائب رئيس وزراء جمهورية الصين الشعبية.

## سيرة شخصية
وُلد لي فوشون في مدينة تشانغشا بمقاطعة خونان. بعد أن أنهى دراسته الإعدادية في مقاطعته الأصلية، سافر في عام 1919 إلى فرنسا لحضور برنامج دراسة العمل وهنا بدأ نشاطه السياسي. مفتونًا بالماركسية، انضم في عام 1921 إلى الشباب الاشتراكي في الصين، وفي عام 1922، انضم إلى الحزب الشيوعي الصيني. في العام التالي تزوج من ساي تشانغ، أخت ساي هسن. في عام 1925 ذهب للدراسة في الاتحاد السوفيتي، لكنه عاد إلى الصين للمشاركة في البعثة الشمالية، حيث عمل كرئيس للقسم السياسي للجيش الثاني للجيش الثوري الوطني وسكرتير الحزب الشيوعي الصيني بالإنابة لمقاطعة جيانغشي. في هذه الفترة التقى بماو تسي تونغ، وعمل معه في معهد تدريب حركة الفلاحين.
شارك لي فوشون في جميع الحملات الرئيسية للحزب الشيوعي، بما في ذلك المسيرة الطويلة، التي كان خلالها نائب مدير الإدارة السياسية العامة للجيش الأحمر والمفوض السياسي. شغل لاحقًا منصب سكرتير لجنة الحزب الشيوعي الصيني في اقاليم شنشي، قانسو، ونينغشيا. خلال الحرب الصينية اليابانية الثانية، شغل عددًا من الوظائف، بما في ذلك نائب رئيس إدارة التنظيم المركزي للحزب الشيوعي الصيني، ورئيس الإدارة الاقتصادية والمالية المركزية للحزب الشيوعي الصيني، ومدير المكتب العام للحزب الشيوعي الصيني. في عام 1945 انتخب عضوا في اللجنة المركزية للحزب الشيوعي الصيني.
خلال حرب التحرير الصينية 1945-1949 (المواجهة النهائية بين الشيوعيين والقوميين)، كان له دور مهم في حكم شمال الصين، حيث شغل في نفس الوقت منصب سكرتير المكتب الفرعي للحزب الشيوعي الصيني في منشوريا، وعضو اللجنة الدائمة ونائب سكرتير مكتب الحزب الشيوعي الصيني في الشمال الشرقي. نائب رئيس الحكومة الشعبية الشمالية الشرقية ونائب المفوض السياسي للمنطقة العسكرية الشمالية الشرقية.
مع إنشاء جمهورية الصين الشعبية، تم نقل كل من لي فوشون وساي تشانغ إلى بكين. حيث شغلت ساي تشانغ منصب رئيسة الاتحاد النسائي لعموم الصين (وهو المنصب الذي شغلته حتى عام 1978)، وتم تعيين لي فوشون نائب لرئيس اللجنة الاقتصادية والمالية المركزية في عهد تشين يون وزيرة للصناعات الثقيلة. في عام 1954 تمت ترقيته إلى نائب رئيس مجلس الدولة ورئيس لجنة تخطيط الدولة، وكانت مهمته الإشراف على تخطيط الاقتصاد الاشتراكي في الصين. في عام 1956، تم تعيينه أيضًا عضوًا في المكتب السياسي للحزب الشيوعي الصيني، وتم اختياره في سكرتارية الحزب الشيوعي الصيني في عام 1958.
في عام 1964، سافر لي فوشون وبو ييبو إلى جنوب غرب الصين لتنفيذ خطة جعل بانتشيهوا كأساس مستقبلي لتطوير صناعة الصلب خلال بناء الجبهة الثالثة للصين، بناء على توجيهات ماو.  أصبح لي فوشون مديرًا للجنة التخطيط وفي هذا المنصب وضع قواعد التصميم التي تنص على أن مشاريع الجبهة الثالثة يجب ألا تحاول أن تكون "كبيرة وكاملة" أو تتضمن خدمات إدارية أو اجتماعية أو غيرها من المباني غير المشاركة في الإنتاج.  بدلاً من ذلك، تم توجيه قادة المشروع للاكتفاء بما هو متاح، بما في ذلك بناء مساكن أرضية مدمجة بحيث يمكن توجيه المزيد من الموارد إلى الإنتاج. وقد تجسدت هذه السياسة من خلال شعار (اولا ابنوا المصنع وبعده الاسكان).  
في بداية الثورة الثقافية، أثناء تعديل وزاري للسلطة المركزية للحزب في الجلسة العامة الحادية عشرة للجنة المركزية الثامنة للحزب الشيوعي الصيني في أغسطس 1966، تم انتخاب لي فوشون في أعلى لجنة دائمة للمكتب السياسي. ومع ذلك، فقد بدأ في إظهار عدم تسامحه تجاه مسار الثورة الثقافية. خلال "مؤتمر التقرير العام عن العمل السياسي للمركز" في أكتوبر 1966، قال عنه ماو تسي تونغ: "لقد طُلب من لي فوشون أن يستريح لمدة عام. حتى أنا لا أعرف من المسؤول عن لجنة التخطيط. يحترم فوشون انضباط الحزب. لقد أخبر الأمانة ببعض الأشياء التي لم يتم إبلاغي بها". لاحقًا، في فبراير 1967، انتقد بعض الجوانب من الثورة الثقافية خلال اجتماع مع كبار القادة الآخرين مثل تشين يي، ولي زيانيان وني رونغ تشن ؛ ونتيجة لذلك ، تم تصنيفهم على أنهم"التيار المضاد لشهر فبراير".
على الرغم من كونه جزءًا من "التيار المضاد لشهر فبراير" ، تم انتخاب لي فوشون في اللجنة المركزية التاسعة للحزب الشيوعي الصيني في عام 1969. بعد سقوط لين بياو في عام 1971، أعلن ماو تسي تونغ أن "التيار المعاكس لشهر فبراير" كان فصلاً مغلقًا، وبالتالي تمت إعادة تأهيل لي فوشون بالكامل. تم انتخابه لعضوية اللجنة المركزية العاشرة للحزب الشيوعي الصيني في عام 1973 وأيضًا لعضوية المؤتمر الوطني الرابع لنواب الشعب عام 1974، لكنه لم يتمكن من حضورها حيث توفي في 9 يناير 1975، قبل 4 أيام فقط من جلسته الأولى. لا يزال يعتبر أحد المؤسسين الرئيسيين للاقتصاد الاشتراكي الصيني.